# Psittacanthus panamensis
Psittacanthus panamensis är en tvåhjärtbladig växtart som beskrevs av Kuijt. Psittacanthus panamensis ingår i släktet Psittacanthus och familjen Loranthaceae. Inga underarter finns listade i Catalogue of Life.